# Eupithecia scotaeata
Eupithecia scotaeata är en fjärilsart som beskrevs av Karl Dietze 1910. Eupithecia scotaeata ingår i släktet Eupithecia och familjen mätare. Inga underarter finns listade i Catalogue of Life.